# Saison 5 de Secret Story
 (juin 2025).
Pour un article plus général, voir Secret Story.
La cinquième saison de Secret Story, est une émission française de téléréalité, diffusée sur TF1 du 8 juillet 2011 au 14 octobre 2011. 

## Principe
Le principe est similaire à celui de l'émission de téléréalité Loft Story,. Les candidats sont enfermés dans une maison appelée « la maison des secrets » pendant . Des caméras sont installées dans les pièces de la maison hormis les toilettes. Ils possèdent tous une cagnotte personnelle et un secret qu'ils doivent garder à tout prix. Le but du jeu étant de trouver le secret des autres candidats. Une « voix » accompagne les participants avec des missions en mettant de l'argent en jeu ou des sanctions. Chaque semaine, les téléspectateurs votent afin d'éliminer un candidat. Le gagnant empoche la somme de 150 000 €.

## Candidats
| Candidats   | Secret                                  |
| ----------- | --------------------------------------- |
| Marie       | Nous sommes en couple                   |
| Zelko       | Nous sommes les maîtres des souterrains |
| Aurélie     | Nous sommes en couple                   |
| Geoffrey    | Nous sommes en couple                   |
| Morgane     | Mon père s'appelle Brigitte             |
| Juliette    | Je suis somnambule                      |
| Sabrina     | Je vis avec les poumons d'un autre      |
| Geof        | Nous sommes en couple                   |
| Ayem        | Nous sommes un faux-couple              |
| Simon       | Je suis la clé du secret de la maison   |
| Daniel      | Nous sommes un faux-couple              |
| Zarko       | Nous sommes les maîtres des souterrains |
| Jonathan    | Je suis franc-maçon                     |
| Morgan      | Je suis pom-pom girl                    |
| Rudy        | Je suis mythomane                       |
| Julie       | Une reine de la pop a brisé mon couple  |
| Marie-Josée | J'ai été bonne sœur                     |
| Anthony     | J'ai été tireur d'élite                 |
| Elizabeth   | Je suis surdouée                        |